# 김시연 (가수)
김시연(본명: 김지연, 1981년 2월 13일 ~ )은 대한민국의 가수이다.

## 학력
- 경상대학교 방송연예학과 졸업

## 경력
- 2002년 ~ 2005년 KBS 예술단

## 데뷔
- 2009년 싱글 앨범 "샤카라카"

## 음반
- 2009년 샤카라카